# Michaela Marksová

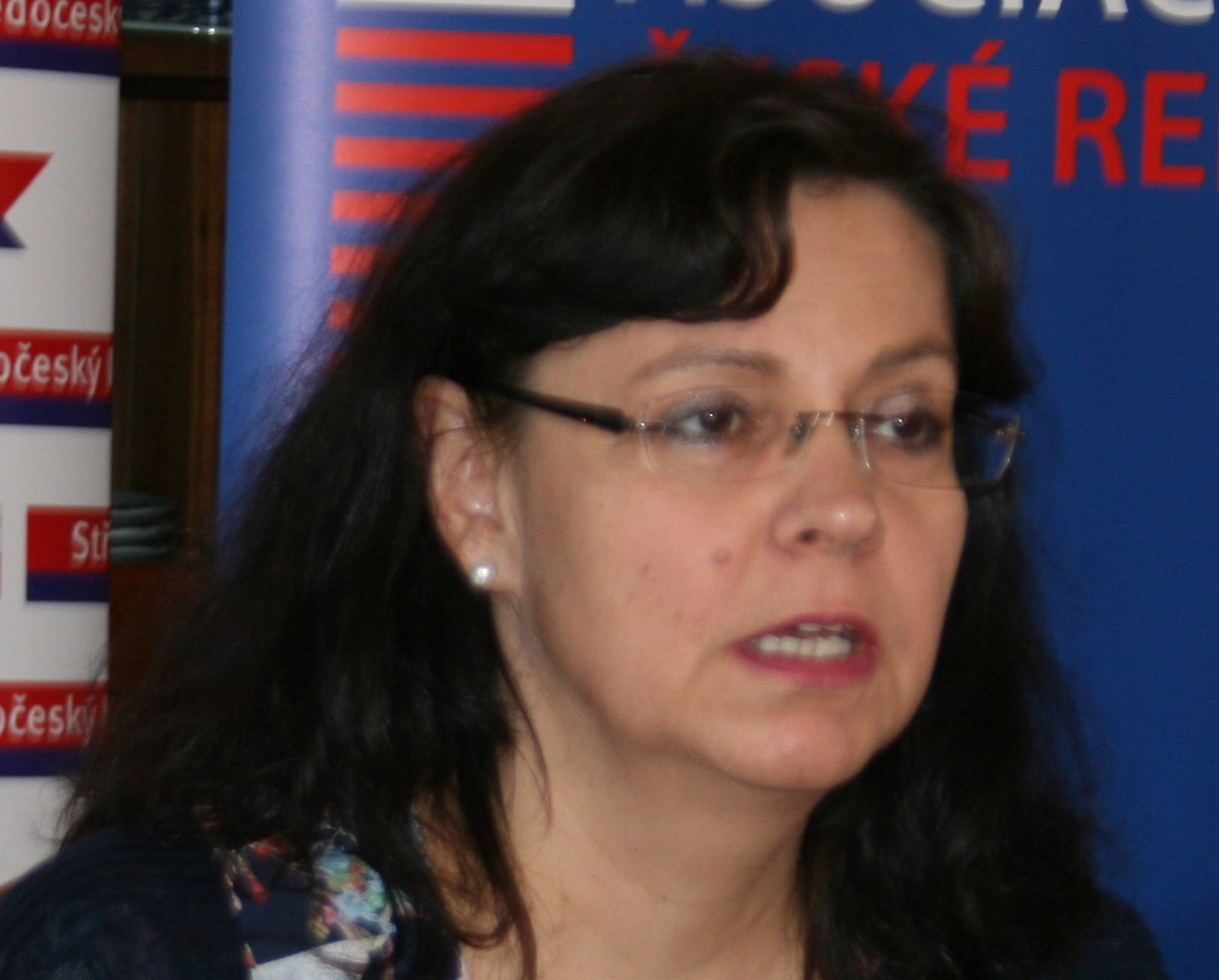
Michaela Marksová (2015)

Michaela Marksová-Tominová (* 20. März 1969 in Prag) ist eine tschechische Politikerin der sozialdemokratischen Partei (ČSSD) und war von Januar 2014 bis Dezember 2017 Ministerin für Arbeit und Soziales in der Regierung Bohuslav Sobotka.

## Leben
Michaela Marksová, geborene Tominová, studierte an der Naturwissenschaftlichen Fakultät der Karls-Universität. In den Jahren 1997–2004 arbeitete Marksová als Direktorin bei Gender Studies s.r.o., einem Beratungs- und Bildungszentrum, das sich mit Fragen auf dem Gebiet der Beziehungen zwischen Männern und Frauen und ihre Stellung in der Gesellschaft beschäftigt.
In den Jahren 2004–2006 leitete Marksová die familienpolitische Abteilung des Ministeriums für Arbeit und Soziales. Von April 2009 bis September 2010 leitete sie die Abteilung Chancengleichheit im Ministerium für Bildung. Am 29. Januar 2014 wurde sie als Ministerin angelobt.
Seit 2006 ist sie Stadträtin des Stadtteils Prag 2.